# Вестминстер (боро Лондона)

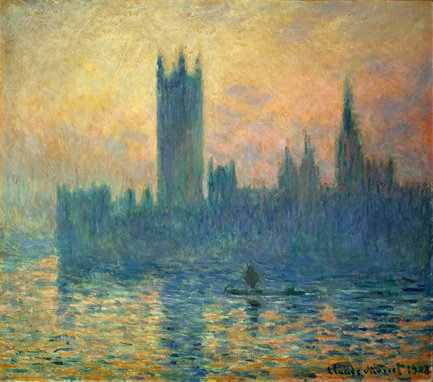
Клод Монэ. Лондонский парламент

Ве́стминстер (англ. City of Westminster, МФА: [ˈwɛs(t)mɪn(t)stə]о файле) — административно-территориальное образование со статусом «сити», один из исторических районов Большого Лондона, образующий западную часть центра города.
Занимает площадь 21 км², находится к западу от исторического центра Лондона и к северу от реки Темзы, граничит на севере с районом Камден, на востоке — с Лондонским Сити и районом Ламбет, на юге — с районом Уондсуэрт, на юго-западе — с районом Кенсингтон и Челси, на северо-западе — с районом Брент.

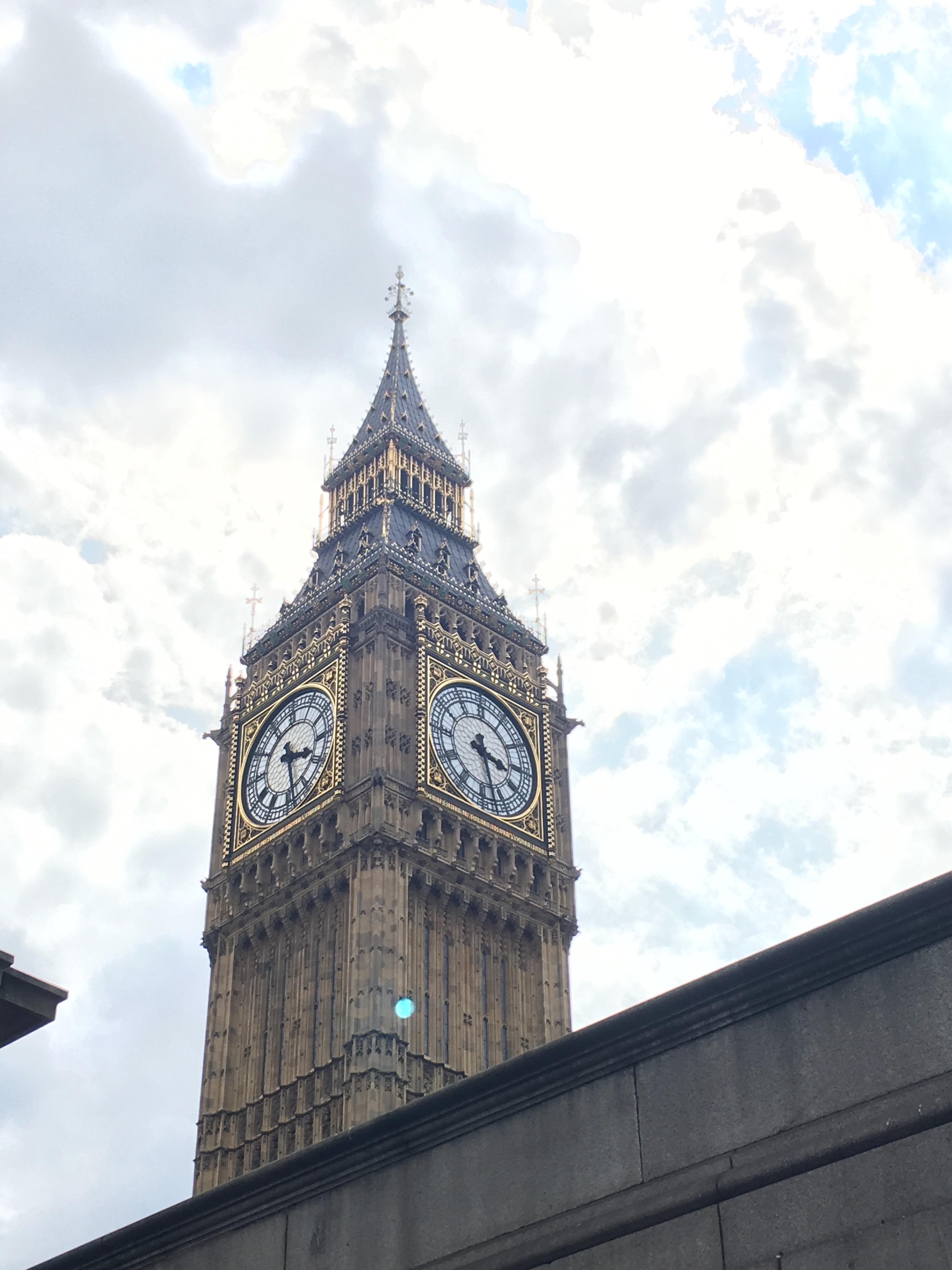
Биг Бен

На территории Вестминстера находится большая часть района Вест-Энд, а также резиденция британского правительства, Вестминстерский дворец и Уайтхолл и Королевский судный двор (Верховный суд). В Вестминстере располагается также большинство туристических достопримечательностей города. Уэст-Энд — центр ночной жизни, здесь находится так называемый Клублэнд, район знаменитых английских клубов джентльменов.
Уже в течение нескольких веков Вестминстер имеет статус «сити». В 1965 году он стал частью церемониального графства Большой Лондон.
Именно в Вестминстере расположены знаменитые улицы Мэлл, Пикадилли, Уайтхолл, Даунинг-стрит, Джермин-стрит и Бейкер-стрит.

## История

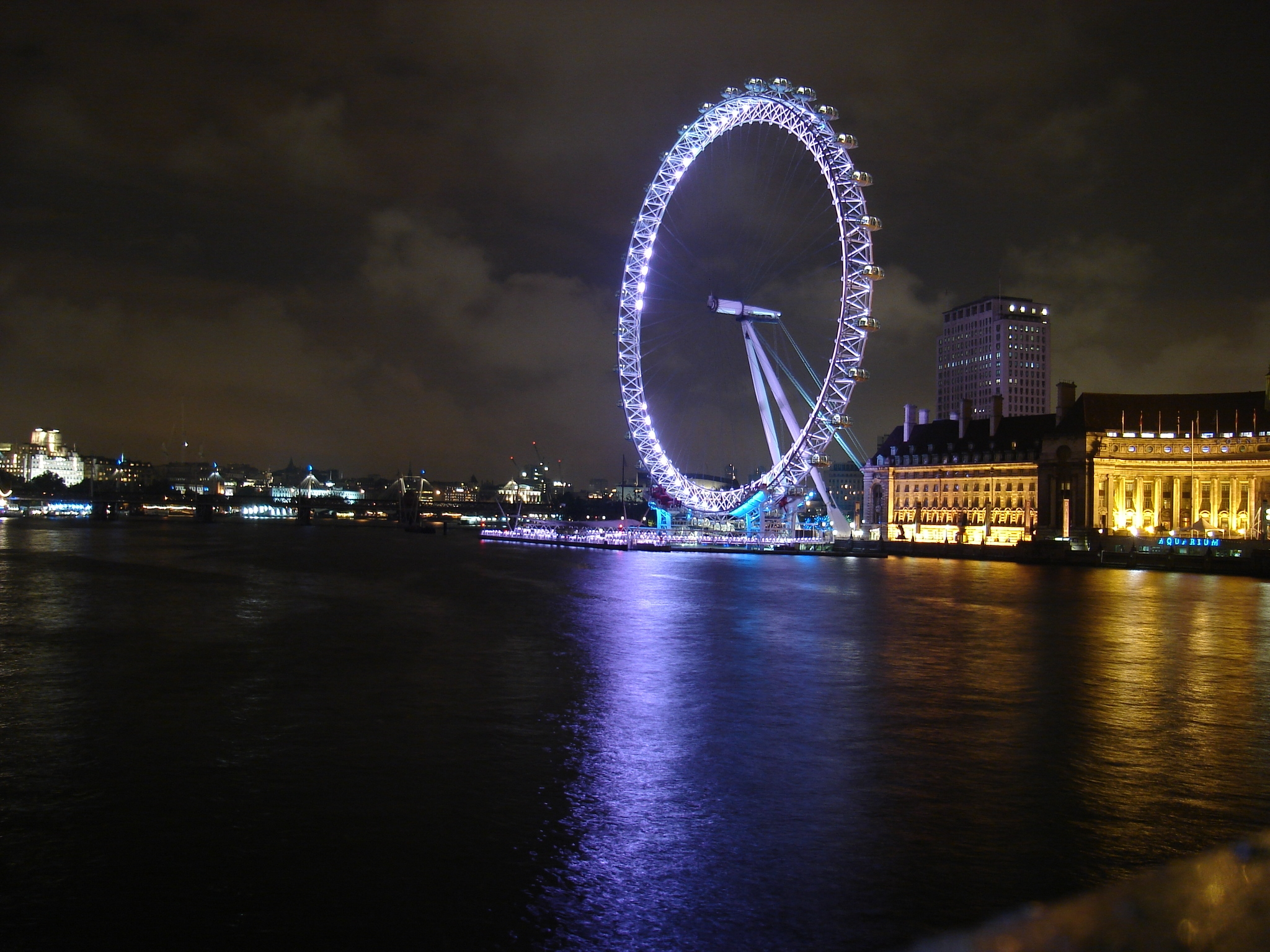
«Лондонский глаз» ночью

История Вестминстера восходит к нормандскому завоеванию Англии. В середине XI века король Эдуард Исповедник начал строительство Вестминстерского аббатства. Между аббатством и рекой он построил Вестминстерский дворец, будущую резиденцию английских королей. Это строительство стало символом перехода богатства и власти из лондонского Сити — древнего центра Лондона — в Вестминстер.
Много веков Вестминстер был отделён от лондонского Сити. Это продолжалось до XVI века, когда растущий город перешёл на окружающие его поля, присоединяя к себе деревни, такие как Марилебон и Кенсингтон. В то время начал создаваться современный Большой Лондон.
Современный Вестминстер сформировался в 1965, когда объединились три столичных района: Марилебон, Паддингтон и меньший из них Вестминстер, который включал Сохо, Мейфэр, Джеймсес, Стрэнд, Вестминстер, Пимлико, Белгравию и Гайд-парк. Соединение произошло по установлению Акт о лондонском управлении 1963. По этому акту значительно сокращалось число районов и местные органы власти управляли большими районами, как по географии, так и по населению. После этих изменений границы Вестминстера, как и других боро Лондона, практически не менялись.

## Население
По данным переписи 2011 года в Вестминстере проживало 219 600 человек. Из них 14,9 % составили дети (до 15 лет), 72 % лица трудоспособного возраста (от 16 до 64 лет) и 13,1 % лица пожилого возраста (от 65 лет и выше).

### Этнический состав
Основные этнические группы, согласно переписи 2007 года:
71,2 % — белые, в том числе 49,0 % — белые британцы, 2,8 % — белые ирландцы и 19,4 % — другие белые (евреи, греки, американцы, итальянцы, португальцы, испанцы, русские, французы, немцы, шведы, исландцы, венгры);
8,5 % — выходцы из Южной Азии, в том числе 4,8 % — индийцы, 2,3 % — бенгальцы и 1,4 % — пакистанцы;
6,6 % — чёрные, в том числе 2,5 % — чёрные карибцы (ямайцы), 3,4 % — чёрные африканцы (нигерийцы, ганцы, конголезцы) и 0,7 % — другие чёрные;
4,4 % — метисы, в том числе 1,5 % — азиаты, смешавшиеся с белыми, 0,8 % — чёрные карибцы, смешавшиеся с белыми, 0,7 % — чёрные африканцы, смешавшиеся с белыми и 1,4 % — другие метисы;
3,2 % — китайцы;
2,1 % — другие азиаты (турки, ливанцы, курды, тайцы);
4,1 % — другие (египтяне, марокканцы).

### Религия
Статистические данные по религии в боро на 2011 год:
| Религия      | Вестминстер % | Лондон % | Англия % |
| ------------ | ------------- | -------- | -------- |
| Христианство | 44,6          | 48,4     | 59,4     |
| Ислам        | 18,3          | 12,4     | 5,0      |
| Иудаизм      | 3,3           | 1,8      | 0,5      |
| Индуизм      | 1,9           | 5,0      | 1,5      |
| Буддизм      | 1,5           | 1,0      | 0,5      |
| Сикхизм      | 0,2           | 1,5      | 0,8      |
| Другие       | 0,6           | 0,6      | 0,4      |
| Нет религии  | 20,3          | 20,7     | 24,7     |
| Не указана   | 9,4           | 8,5      | 7,2      |

## Правительство
Вестминстер делится на 20 избирательных округов, каждый из которых избирает по три члена в районный совет. В настоящее время Совет Вестминстера состоит из 48 членов консервативной партии и 12 членов лейбористской партии.

## Административное деление

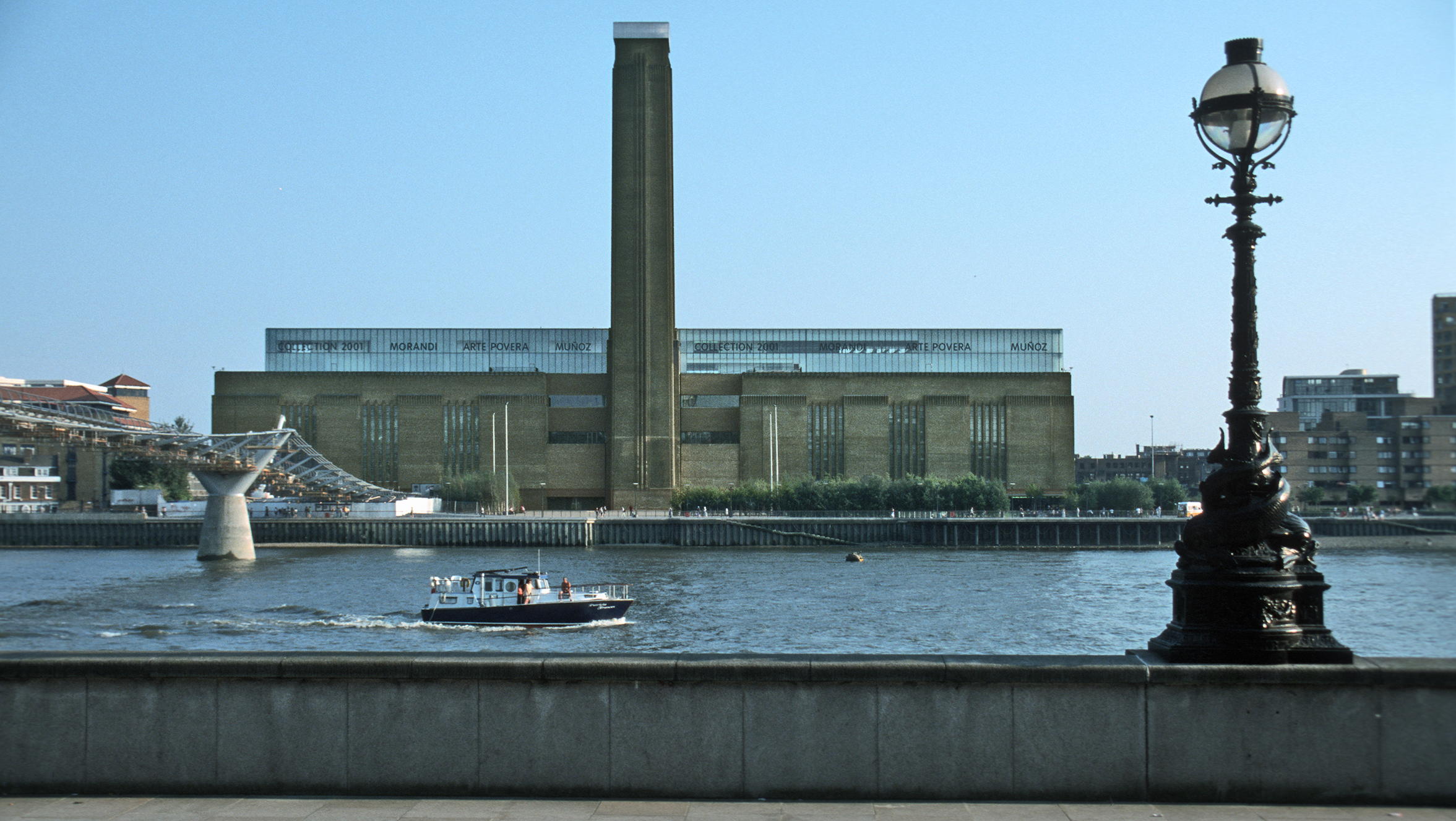
Галерея Тейт

Вестминстер охватывает полностью или частично следующие районы Лондона:
- Белгравия
- Бэйсвотер (англ. Bayswater)
- Вестборн-Грин
- Вестминстер
- Вест-Энд
- Виктория
- Гайд-парк
- Квинс-Парк
- Ковент-Гарден
- Книгбридж
- Лизон-Гров
- Мейфэр
- Мильбанк
- Мэйда-Вэйл
- Марилебон
- Паддингтон
- Пимлико
- Сент-Джеймсиз
- Сент-Джонс-Вуд
- Сиатерланд
- Сохо
- Фитзровия

## Экономика
В Вестминстере находятся офисы многих компаний, включая мировые или европейские штаб-квартиры. Наиболее известные мировые и национальные компании, находящиеся здесь:

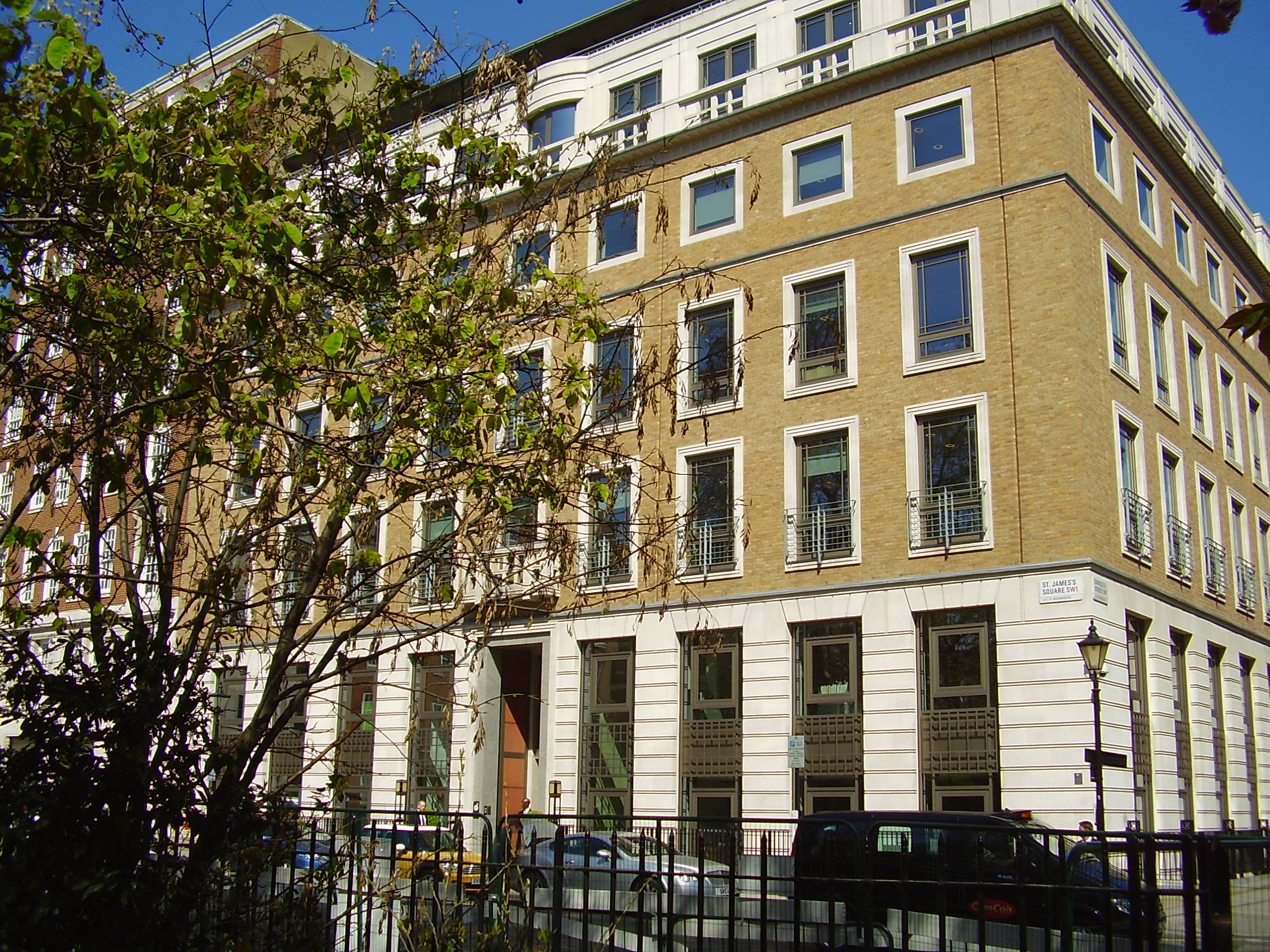
BP head office in St. James's, City of Westminster

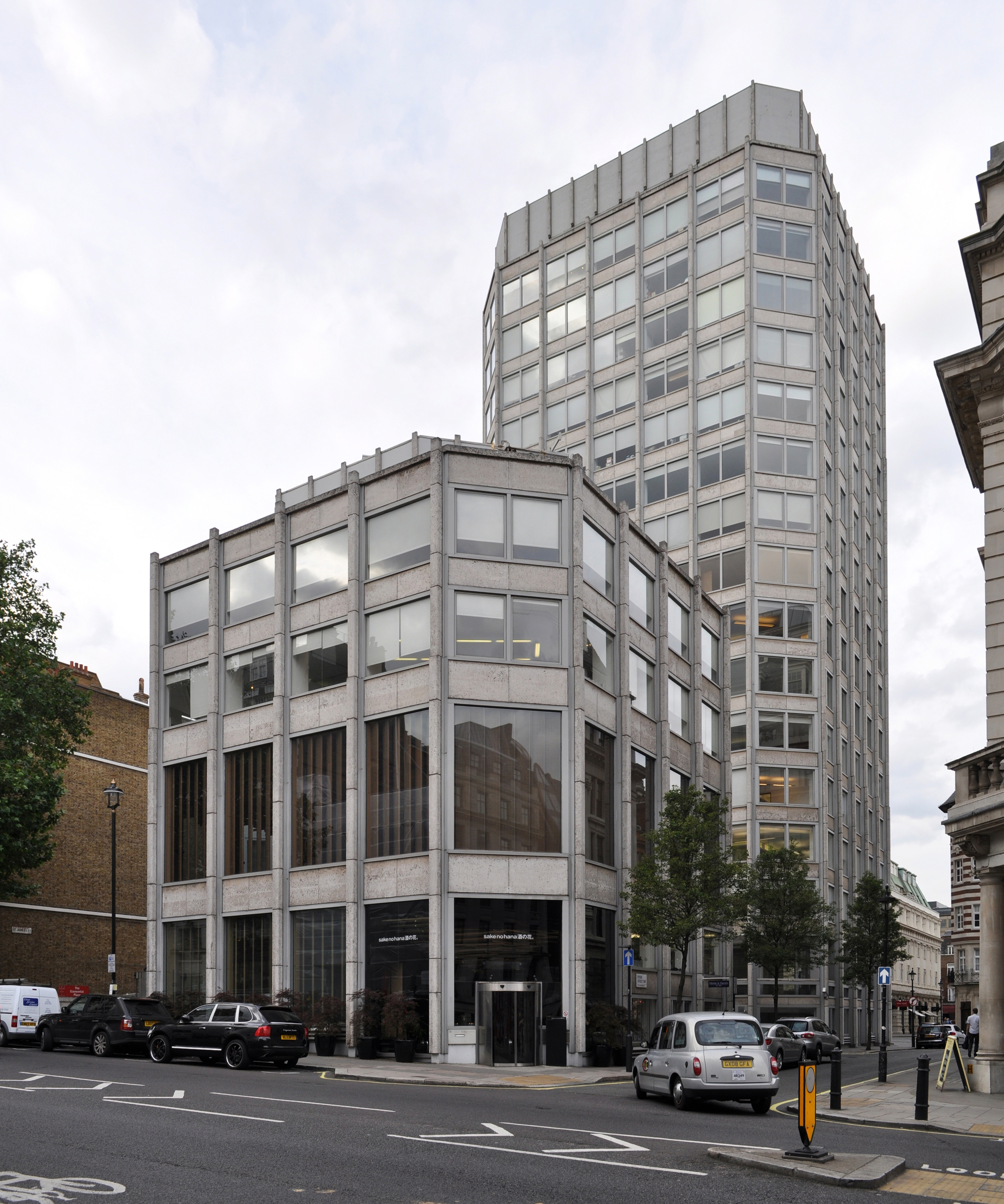
The Economist Building, St James’s Street

- BAE Systems — штаб-квартира в Вестминстере[7][8][9]
- Би-би-си — штаб-квартира в Броэдкастин-хаус[10]
- BP — штаб-квартира в Сент-Джеймсиз.[11][12]
- Rio Tinto — международная австралийско-британская компания, штаб-квартира в Вестминстере.[13]
- Kingfisher (компания) — штаб-квартира в Паддингтоне[14]
- SABMiller[12][15]
- British American Tobacco.[16]
- Marks & Spencer.[17]
- Swire Group[18]
- Rolls-Royce plc.[19]
- Gulf Oil.[20]
- Northrop Grumman Corporation — представительство в Англии.[21]
- Korean Air — представительство в Европе.[22]
- Iraqi Airways.[23]

## Достопримечательности
В Вестминстере находятся многие из достопримечательностей Лондона. Наиболее популярные среди туристов места — это Букингемский дворец, Вестминстерский дворец (Парламент), Биг-Бен и близлежащее Вестминстерское аббатство.

### Парки и скверы
В Вестминстере находятся Грин-парк, Гайд-парк, Кенсингтонские сады, Риджентс-парк и Сент-Джеймсский парк. Кроме парков в пределах боро, Вестминстер содержит крематорий в боро Барнет.

## Транспорт

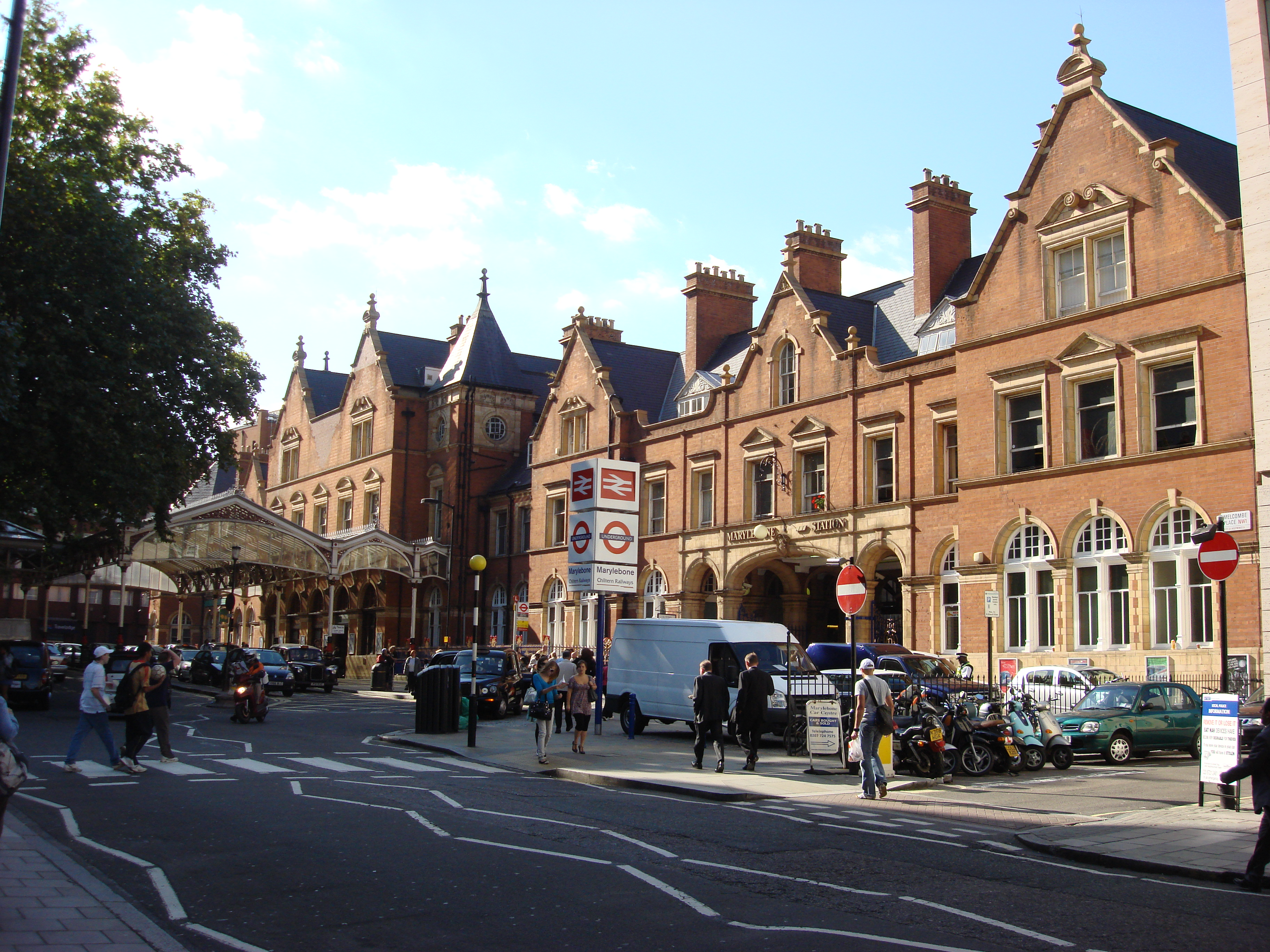
Марилебон

### Мосты
В Вестминстере находятся Челси, Хангерфорд-Бридж, Гросвенор-Бридж, Ламбетский мост, Воксхолльский мост, мост Ватерлоо и Вестминстерский мост.

### Железная дорога
На территории округа четыре железнодорожных вокзала: Чаринг Кросс, Марилибон, Паддингтон и Виктория.

### Метро
В Вестминстере находятся 27 станций метро. Через него проходят 10 линий движения.

## Образование

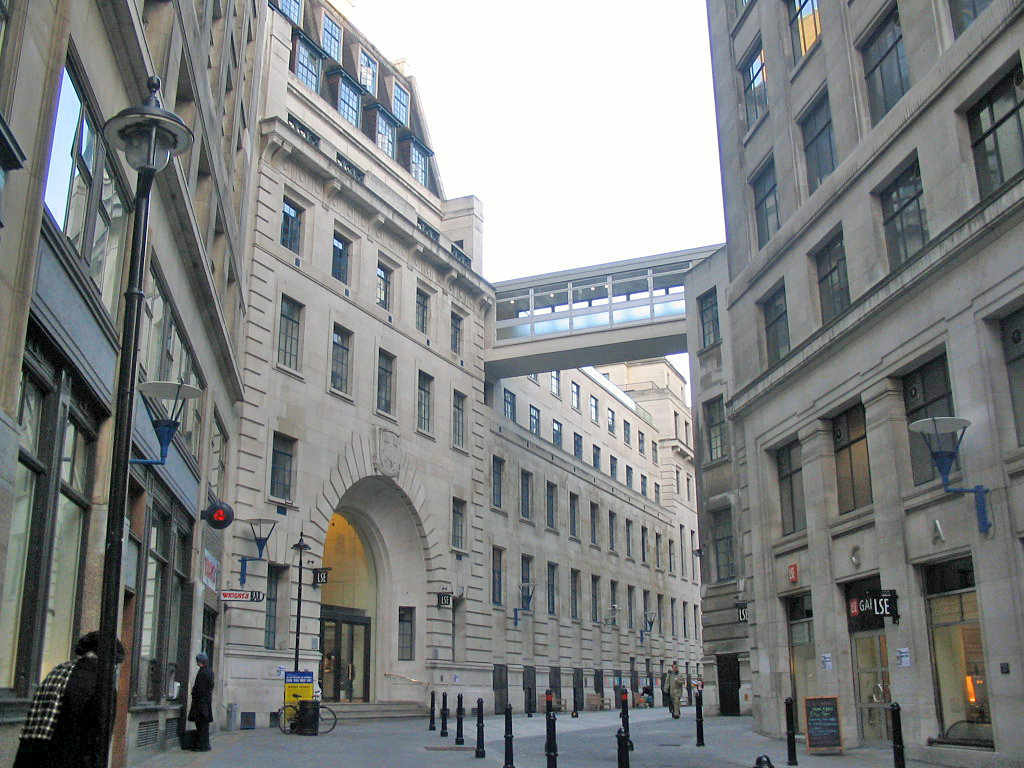
Парадный вход Лондонской школы экономики и политических наук

В Вестминстере работает много муниципальных детских начальных и средних школ. Также в боро находятся волонтёрские школы церкви Англии (CE), римско-католическая церковь (RC) и неконфессиональные (ND).

### Университеты и колледжи
Основные университеты и колледжи Вестминстера:
- На улице Стрэнд находится кампус Кингс-колледжа.
- Лондонская школа бизнеса расположена в Риджентс-парк.
- Лондонская школа экономики и политических наук расположена рядом с Олдвичем.
- Институт искусства Курто в Стрэнде.
- Вестминстерский университет занимает три корпуса в Вестминстере.
- Университет Бригама Янга, лондонский филиал находится на Пэлэс-Курт.
- Имперский колледж Лондона.